# باغ یک
باغ یک روستایی از توابع بخش سلفچگان شهرستان قم در استان قم ایران است.

## جمعیت
این روستا در دهستان راهجرد شرقی قرار دارد و براساس سرشماری مرکز آمار ایران در سال ۱۳۸۵، جمعیت آن ۹۴ نفر (۲۹خانوار) بوده‌است.